# Geoff Tate
Geoff Tate amerikai énekes és dalszerző, aki a Queensrÿche énekeseként ismert. Hangja a zenekar egyik védjegye, mely óriási hatással volt a stílusra. Az áriázós, széles hangterjedelmet igénylő, heroikus ének stílus egyik vezéralakja. Legfőbb hatásaiként Bruce Dickinsont és Rob Halfordot említi. Hangterjedelme 4 oktáv. A Hit Parader magazin Minden idők 100 legnagyobb metal énekesének listáján a 14. helyre rangsorolták, míg a That Metal Show talk-show Minden idők 5 legjobb metal énekese listáján a 2. lett. A ragerecords.net weboldal szerint pedig Tate minden idők legnagyobb metal énekese.

## Pályafutás
Zenei karrierje a Myth nevezetű progresszív rock zenekarral kezdődött, ahol énekelt és billentyűzött. Már itt megismerkedett Kelly Gray-jel, aki a bandánál producerkedett. 1981-ben lett a Queensrÿche énekese, és azóta is a banda tagja (2002-ben saját neve alatt, egy szólólemezt is kiadott). 1986-ban ő is részt vett a Hear 'n Aid segélyrendezvényen, ahol a bevételeket az afrikai éhezők számára fordították. 
2008-ban színészként is debütált, méghozzá a House of Eternity című horrorfilmben.
Geoff nős, és négy gyereke van: Miranda, Sabra, Bella és Emily. Miranda férje az a Parker Lundgren, aki 2009 óta a Queensryche másodgitárosa. Felesége Susan Tate, aki az együttes menedzselését végzi, és férjéhez hasonlóan ő is vegetáriánus.
Tate ezenkívül nagy rajongója a boroknak, így már több alkalommal is adott interjút a Wine Spectator magazin számára. Ezt követően saját neve alatt is elindított egy bormárkát.
2012 tavaszán kiéleződtek az ellentétek Tate és a Queensryche többi tagja között. A viszály odáig fajult, hogy egy koncert előtti beállás alkalmával kést rántott Scott Rockenfieldre, Michael Wiltont pedig fellökte. A hangszeres szekció ezután Rising West néven alapított zenekart, míg Tate Mitch Doran hangmérnökkel a szólódolgaira kezdett összpontosítani, továbbá akusztikus koncerteket is adott. 2012. június 20-án a Queensryche bejelentette, hogy Geoff Tate nélkül kívánják folytatni a továbbiakban. Az együttes stílusát kezdettől meghatározó, egyéni hangú énekes utódja Todd La Torre lett, aki a Crimson Glory mellett a Rising Westben is énekelt.

## Diszkográfia
Queensrÿche lemezek:
- Queensrÿche EP (1983)
- The Warning (1984)
- Rage for Order (1986)
- Operation: Mindcrime (1988)
- Empire (1990)
- Promised Land (1994)
- Hear in the Now Frontier (1997)
- Q2K (1999)
- Tribe (2003)
- Operation: Mindcrime II (2006)
- Take Cover (2007)
- American Soldier (2009)
- Dedicated to Chaos (2012)

Szóló:
- Geoff Tate –  (2002)